# Balzar
Balzar – miasto w Ekwadorze, w prowincji Guayas, stolica kantonu Balzar.
Miasto położone jest nad rzeką Daule. Przez miasto przebiega droga krajowa E48.